# Federhasenpreis
Der Federhasenpreis, ausgeschrieben von Design Austria in Zusammenarbeit mit dem Hauptverband des österreichischen Buchhandels und dem Internationalen Institut für Jugendliteratur, prämierte von 1996 bis 2002 die besten Buchumschläge der Kinder- und Jugendbuchliteratur. Der Preis war mit 3.000 Euro dotiert.

## Federhasen
Die Federhasen wurden 1991 von Winfried Opgenoorth und Gerda Anger-Schmidt gegründet. Sie sind eine lockere Gemeinschaft von Kinderbuchautoren mit Stammsitz in Wien. Seit Gründung treffen sich arrivierte und neu hinzugekommene Autoren und Illustratoren aus dem Bereich Kinderbuch jeden ersten Montag im Monat im Café Florianihof zu einem monatlichen Jour fixe. Sinn des monatlichen Treffens ist ein Gedanken- und Erfahrungsaustausch und das Gespräch mit Gleichgesinnten. Hin und wieder werden auch kleine gemeinsame Ausflüge und Feiern organisiert.

## Preisträger
- 1996 Nurmi, der Bär von Stefan Slupetzky
- 1996
  - 1. Platz: 20.000 Meilen unter dem Meer von Jules Verne mit Illustrationen von Doris Eisenburger
  - 2. Platz: Das Meeresfeuer von Wolfgang Hohlbein mit Illustrationen von Doris Eisenburger
  - Benni und die sieben Löwen von Heinz Janisch mit Illustrationen von Gabriele Kernke
- 1997 Lars Elling
- 1998 Emma Pippifilippi von Maria Blazejovsky
- 1999 Andrej Dugin, Olga Dugina
- 2001
  - 2. Platz: Sagen aus Tirol von Friedl Hofbauer mit Illustrationen von Dominic Groebner
- Zack Bumm! von Heinz Janisch mit Illustrationen von Helga Bansch
- 2002
  - Expertenjury
    - 1. Platz: Frau Maikäfer flieg von Martin Auer mit Illustrationen von Linda Wolfsgruber
    - 2. Platz: Wie das Kamel zu seinem Höcker kam von Rudyard Kipling mit Illustrationen von Lisbeth Zwerger
    - 3. Platz: Der Zoo macht Spaß von Sigrid Laube mit Illustrationen von Maria Blazejovsky

  - Kritikerjury
    - 3. Platz: Luzi von Martin Auer, Illustrationen von Linda Wolfsgruber
    - 3. Platz: Wien-Stadtführer für Kinder mit Illustrationen von Sibylle Vogel

  - Kinderjury
    - Martin Selle

## Nachfolger
Der Federhasenpreis wurde 2003 durch den Romulus-Candea-Preis abgelöst.